# Vernon Wells
Vernon Michael Wells III, född 8 december 1978 i Shreveport i Louisiana, är en amerikansk före detta professionell basebollspelare som spelade som centerfielder för Toronto Blue Jays, Los Angeles Angels of Anaheim och New York Yankees i Major League Baseball (MLB) mellan 1999 och 2013.
Han blev draftad av Toronto Blue Jays i 1997 års MLB-draft.
Wells vann tre Gold Glove Awards och en Silver Slugger Award.